# جون هاميلتون (سياسي بريطاني)
جون هاميلتون (بالإنجليزية: John Hamilton)‏ هو سياسي بريطاني (وحمل سابقاً جنسية المملكة المتحدة لبريطانيا العظمى وأيرلندا)، ولد في 2 سبتمبر 1922، وتوفي في 14 ديسمبر 2006. حزبياً، نشط في حزب العمال.